# Le Grais
Le Grais är en kommun i departementet Orne i regionen Normandie i nordvästra Frankrike. Kommunen ligger i kantonen Briouze som tillhör arrondissementet Argentan. År 2022 hade Le Grais 206 invånare.

## Befolkningsutveckling
Antalet invånare i kommunen Le Grais
| Referens: INSEE |